# Lasy deszczowe i mokradła Kolchidy
Lasy deszczowe i mokradła Kolchidy (gruz. კოლხეთის ტროპიკული ტყეები და ჭაობები – trb. kolchetis tropikuli tkeebi da czaobebi) – obiekt z listy światowego dziedzictwa UNESCO w Gruzji, obejmujący siedem części składowych zlokalizowanych na Nizinie Kolchidzkiej w 80-kilometrowym pasie wzdłuż wschodniego wybrzeża Morza Czarnego, w regionach Guria, Megrelia-Górna Swanetia i Adżaria w zachodniej części kraju.
Obiekt został wpisany na listę 26 lipca 2021 roku podczas odbywającej się w Fuzhou 44. sesji Komitetu Światowego Dziedzictwa, stając się pierwszym obiektem przyrodniczym z Gruzji figurującym na tej liście.

## Położenie geograficzne

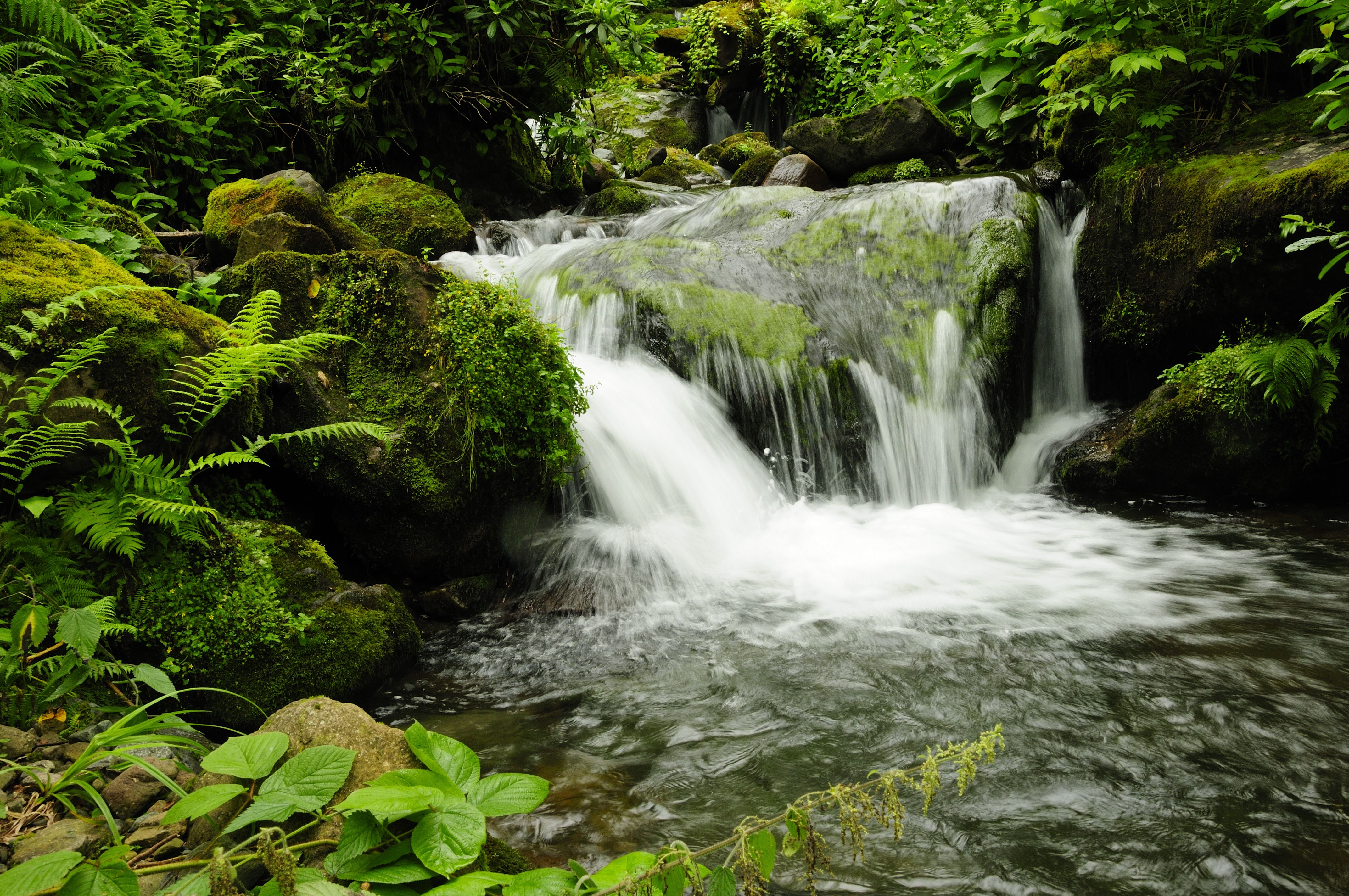
Wodospad w Parku Narodowym Mtirala

Lasy deszczowe i mokradła Kolchidy znajdują się wzdłuż wschodniego wybrzeża Morza Czarnego, w środkowej części historycznej Kolchidy, na Nizinie Kolchidzkiej. Jest to obszar ciepły i bardzo wilgotny, z rocznymi opadami przekraczającymi w niektórych miejscach nawet 4500 mm, co jest spowodowane położeniem Niziny między Morzem Czarnym na zachodzie a łańcuchami górskimi Wielkiego i Małego Kaukazu oraz Gór Lichskich na wschodzie. Teren ten zasilają liczne rzeki, z których największą jest Rioni.
Wpisany na listę światowego dziedzictwa obiekt obejmuje siedem części składowych, które wchodzą w skład obszarów chronionych: Kolchidzkiego Parku Narodowego, Parku Narodowego Mtirala, ścisłego rezerwatu przyrody Kintriszi i ścisłego rezerwatu przyrody Kobuleti.

## Środowisko przyrodnicze

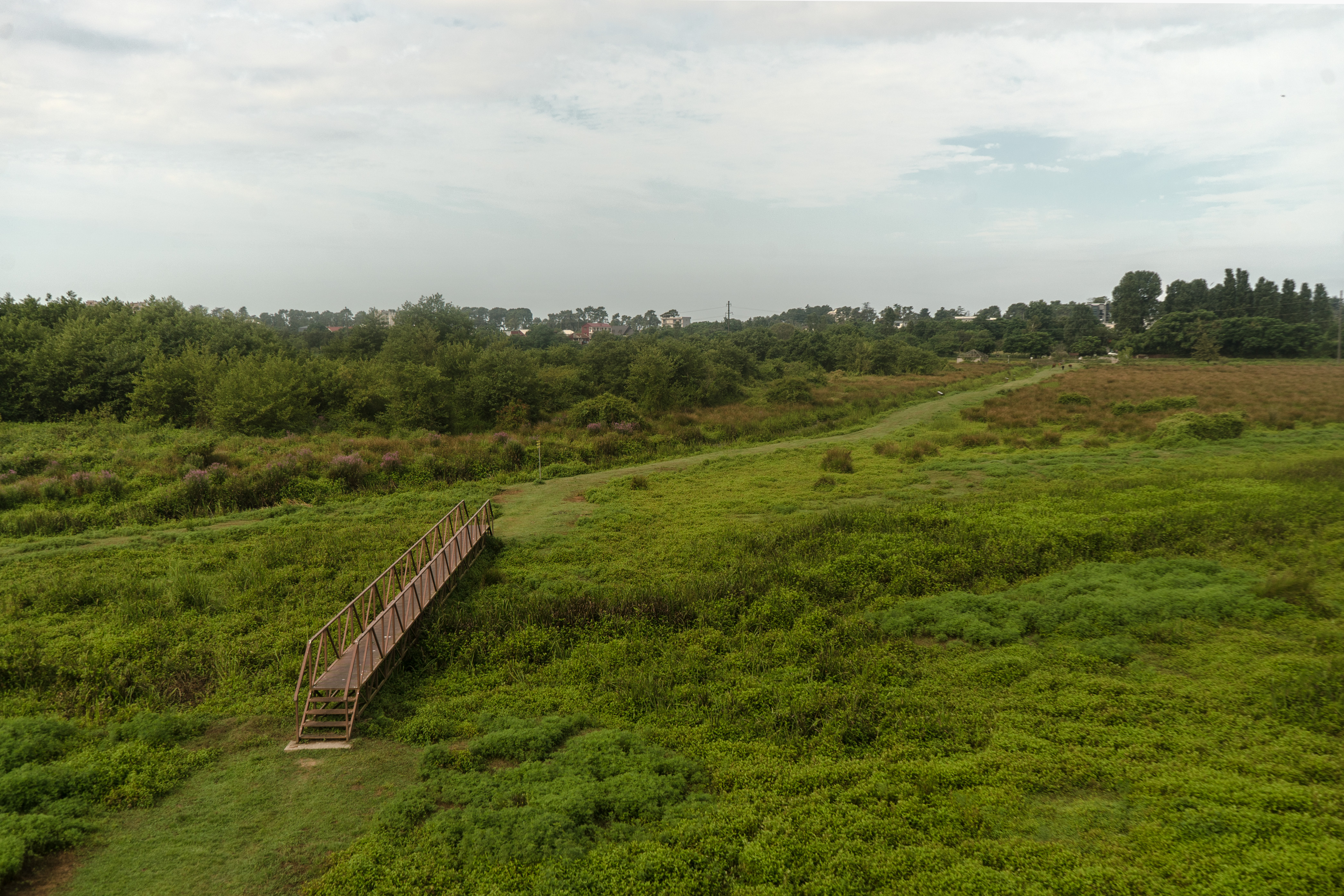
Torfowisko w rezerwacie Kobuleti

Od poziomu morza aż po wysokość 2500 m n.p.m. występują tu typowe dla regionu ekosystemy kolchidzkie, takie jak pradawne wilgotne lasy strefy umiarkowanej, przejściowe torfowiska oraz inne mokradła. Lasy deszczowe i mokradła Kolchidy to ekosystemy reliktowe, które przetrwały epoki lodowcowe. Wilgotne lasy euksyńsko-kolchidzkie, wraz z lasami hyrkańskimi, są jednymi z najstarszych lasów liściastych w zachodniej części Eurazji.
Obszar deszczowych lasów i mokradeł Kolchidy charakteryzuje się również bardzo dużym zagęszczeniem gatunków endemicznych i reliktowych, co jest wynikiem procesów specjacji w plioceńskim refugium kolchidzkim. Występuje tu około 1100 gatunków roślin naczyniowych i nienaczyniowych, w tym 44 zagrożone gatunki roślin naczyniowych, z czego 39 gatunków to endemity kaukaskie (m.in. Hibiscus ponticus, Psephellus adjaricus czy dąb pontyjski).
Żyją tu również 474 gatunki kręgowców (327 gatunków ptaków, 67 gatunków ssaków, 55 gatunków ryb, 15 gatunków gadów i 10 gatunków płazów) oraz liczne gatunki bezkręgowców. 19 gatunków zwierząt zagrożonych jest wyginięciem, w tym szczególnie krytycznie zagrożone gatunki jesiotrowatych: bieługa, jesiotr kolchidzki, jesiotr rosyjski, jesiotr gwiaździsty, jesiotr zachodni i szyp.
Obszar stanowi także ważne żerowisko wielu gatunków ptaków wędrownych, migrujących z terenów Eurazji.

## Obiekty składowe wpisu
Lasy deszczowe i mokradła Kolchidy obejmują następujące części składowe:
| Nr identyfikacyjny | Nazwa             | Region                  | Obszary chronione                                  | Współrzędne                                   | Obszar (w ha) | Strefa buforowa (w ha) |
| ------------------ | ----------------- | ----------------------- | -------------------------------------------------- | --------------------------------------------- | ------------- | ---------------------- |
| 1616-001           | Kintriszi-Mtirala | Adżaria                 | Park Narodowy Mtirala, Rezerwat przyrody Kintriszi | 41°42′08,2″N 41°57′04,3″E/41,702278 41,951194 | 20 150        | 9 140                  |
| 1616-002           | Ispani            | Adżaria                 | Rezerwat przyrody Kobuleti                         | 41°51′43,3″N 41°48′05,5″E/41,862028 41,801528 | 248           | 531                    |
| 1616-003           | Grigoleti         | Guria                   | Kolchidzki Park Narodowy                           | 42°03′11,8″N 41°44′19,6″E/42,053278 41,738778 | 125           | 328                    |
| 1616-004           | Imnati            | Guria                   | Kolchidzki Park Narodowy                           | 42°06′35,9″N 41°47′19,7″E/42,109972 41,788806 | 3 418         | 13 386                 |
| 1616-005           | Piczori           | Megrelia-Górna Swanetia | Kolchidzki Park Narodowy                           | 42°10′52,1″N 41°48′36,3″E/42,181139 41,810083 | 2 393         | 13 386                 |
| 1616-006           | Nabada            | Megrelia-Górna Swanetia | Kolchidzki Park Narodowy                           | 42°14′27,1″N 41°39′57,9″E/42,240861 41,666083 | 2 976         | 2 586                  |
| 1616-007           | Czuria            | Megrelia-Górna Swanetia | Kolchidzki Park Narodowy                           | 42°17′58,1″N 41°39′44,2″E/42,299472 41,662278 | 1 943         | 879                    |
| Suma:              | Suma:             | Suma:                   | Suma:                                              | Suma:                                         | 31 253        | 26 850                 |